# Усманова Мінсилу Губайтівна
Мінсилу Губайтівна Усманова (нар.. 1 травня 1950) — башкирський мовознавець, педагог-методист, доктор філологічних наук, професор. Почесний працівник вищої професійної освіти Російської Федерації (2010).

## Біографія
У 1972 році Мінсилу Усманова закінчила Башкирський державний університет (БашДУ, Уфа).
Працювала в Інституті історії, мови і літератури Башкирського наукового центру Уральського відділення Академії наук СРСР.
У 1991 році вона почала працювати викладачкою Башкирського державного університету.
У 2008 році перейшла на посаду викладачки факультету башкирської філології Башкирського державного педагогічного університету імені М. Акмулли, професорки кафедри башкирського мови та методики його викладання.
Наукові дослідження Мінсилу Усманової присвячені функціональній граматиці, ономастиці башкирського мови, топоніміці, методики викладання башкирської мови в російськомовних і національних школах. Вона авторка близько 200 наукових і навчально-методичних робіт, а також навчальних словників.
4 грудня 2015 року на честь 65-річного ювілею Мінсилу Губайтівни факультет башкирської філології Башкирського державного педагогічного університету імені М. Акмулли проводив Республіканський науково-практичний семінар-нарада «Ономастика рідного краю та її роль у формуванні мовної особистості учнів». На семінарі науковці розглядали питання, присвячені вивченню ономастики рідного краю в освітніх закладах.

## Нагороди
- Нагороджена знаком «Відмінник освіти Республіки Башкортостан» (2002).

## Основні роботи
- Усманова М. Г. Топонимия бассейна реки Сакмары: автореферат дис. … кандидата филологических наук : 10.02.02 / Башк. гос. ун-т им. 40-летия Октября. — Уфа, 1990. — 23 с. (рос.)
- Усманова М. Г. Имя отчей земли: Историко-лингвистическое исследование топонимии бассейна реки Сакмар. — Уфа: Китап, 1994. — 272 с. — ISBN 5-295-01337-5. (рос.)
- Усманова М. Г. Функционально-семантическая классификация глаголов башкирского языка. — Уфа, 2002. (рос.)